# Nikon D2X
Nikon D2X — професійний однооб'єктивний цифровий дзеркальний фотоапарат компанії Nikon з роздільною здатністю матриці 12.2 мегапікселя. Камера була анонсована 16 вересня 2004 року.
У червні 2006 року з'явилася камера D2Xs.

## Опис
Nikon D2X являє собою однооб'єктивну цифрову дзеркальну камеру (DSLR) зі світлочутливою КМОП-матрицею (CMOS) формату Nikon DX з роздільною здатністю 12,2 мегапікселя.
D2X відносять до професійних камер, тому вона має корпус з магнієвого сплаву із захистом від пилу та бризок.

## Nikon D2Xs
1 июня 2006 года Nikon анонсировали новую камеру Nikon D2Xs, заменившую на рынке D2X. Камеры имеют схожую конструкцию и характеристики.
Ниже приводятся нововведения D2Xs, в сравнении с D2X:
- автоматичне затінення меж кадру в видошукачі;
- збільшений буфер, розрахований на 60 знімків;
- діапазон ISO збільшений до 1600;
- додаткові параметри автофокусу;
- менша витрата енергії (до 3800 знімків від однієї батареї);
- оновлений LCD-екран;
- режим чорно-білої зйомки;
- запис даних GPS (при підключенні приймача);
- функція кадрування;